# النساء في مجال الحوسبة

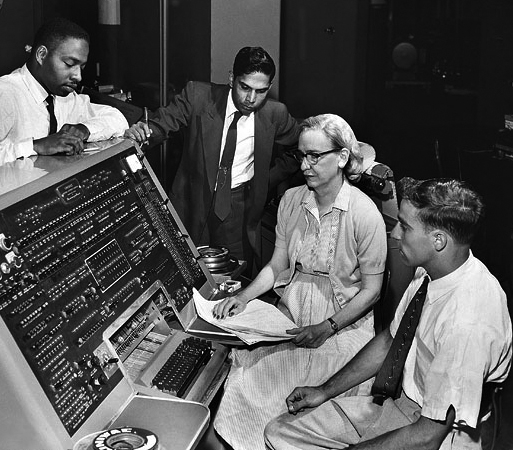
عالمة رياضيات أمريكية غريس بروستر موراي وأدميرال في البحرية الأمريكية الذي كان رائدًا في تطوير تكنولوجيا الكمبيوتر، مما ساعد على ابتكار UNIVAC

كانت النساء في مجال الحوسبة من بين المبرمجين الأوائل في أوائل القرن العشرين، وساهمن بشكل كبير في هذا المجال. ومع تغير التكنولوجيا وتطبيقاتها، تغير دور المرأة كمبرمجة، وقلل التاريخ المسجل للمجال من إنجازاتها.
منذ القرن الثامن عشر، طورت النساء حسابات علمية، بما في ذلك تنبؤ نيكول رين ليبوت بمذنب هالي، وحساب ماريا ميتشل لحركة كوكب الزهرة. صممت آدا لوفلايس التي كانت رائدة في هذا المجال أول خوازمية كان من المفترض أن ينفذها الحاسوب. كانت غريس هوبر أول شخص يصمم مترجمًا للغة برمجة. كانت البرمجة طوال القرن التاسع عشر وأوائل القرن العشرين، وحتى الحرب العالمية الثانية، تتم في الغالب من قبل النساء؛ ومن الأمثلة المهمة على ذلك حاسبات هارفارد، وفك الشيفرات في بلتشلي بارك والهندسة في وكالة ناسا.
بعد ستينات القرن العشرين، «العمل البسيط» الذي كانت تشرف عليه النساء تطور إلى برمجيات حديثة، وانخفضت أهمية النساء. تم بحث عدم التكافؤ بين الجنسين ونقص وجود النساء في مجال الحوسية منذ أواخر القرن العشرين وما بعده، لكن لم تقدم تفسيرات قاطعة لها. ومع ذلك، استمرت كثير من النساء في تقديم مساهمات بارزة ومهمة لمجال تكنلوجيا المعلومات، وكان هناك عدة محاولات لإعادة النظر في عدم التكافؤ بين الجنسين في هذا المجال. في القرن الحادي والعشرين، شغلت النساء أدوارًا قيادية في العديد من شركات التكنولوجيا، مثل ميغ ويتمان، رئيسة شركة هيوليت باكارد إنتربرايز وكبير موظفيها التنفيذيين، وماريسا ماير، رئيسة شركة ياهو ومديرتها التنفيذية، والمتحدثة الرئيسية باسم شركة غوغل.
هناك مفهوم شائع بأن النساء المتحولات جنسيًا يشاركن بشكل غير متكافئ في مجال الحوسبة. من بين النساء المتحولات المشهورات المشاركات في الحوسبة لين كونواي.

## التاريخ

### القرن الثامن عشر
كانت نيكول-رين إبل دي لا بريير ليبوت واحدة من فريق من الحاسبات البشرية التي عملت مع أليكسيس-كلود كلايروت وجوزيف-جيروم لو فرانسيه دي لالاندي للتنبؤ بتاريخ عودة مذنب هالي. بدأوا العمل على الحسابات في عام 1757، وكانوا يعملون طوال اليوم وأحيانا أثناء أوقات الوجبات. تبع أساليبهم هذه ظهور حاسبات بشرية متتالية. وقسموا الحسابات الكبيرة إلى «أجزاء مستقلة، وجمعوا النتائج من كل جزء إلى منتج نهائي» ثم تحققوا من وجود أخطاء. واصلت ليبوت العمل في الحوسبة لبقية حياتها، حيث عملت لدى كونيسنس دي تمبس ونشرت تنبؤات بكسوف الشمس.

### القرن التاسع عشر
كانت ماريا ميتشيل أحد أول الحاسبات في التقويم البحري الأمريكي. كان عملها في المهمة هو حساب حركة كوكب الزهرة. لم يصبح التقويم حقيقة واقعة أبدًا، لكن ميتشل أصبحت أول أستاذة في علم الفلك في فاسار.
كانت آدا لوفلايس أول من نشر خوارزمية كان من المقرر تنفيذها بواسطة أول حاسوب حديث، وهو المحرك التحليلي الذي أنشأه تشارلز باباج. نتيجة لذلك، غالبًا ما تعتبر أنها أول مبرمج حاسب آلي. تعرفت لوفلايس على محرك فرق باباج عندما كان عمرها 17 عامًا. في عام 1840، كتبت إلى باباج وسألت عما إذا كان بإمكانها المشاركة معه في أول آلة له. بحلول ذلك الوقت، كان قد انتقل باباج إلى فكرته للمحرك التحليلي. لفت نظر لوفلايس ورقة بحثية تصف المحرك التحليلي الذي نشره إل إف مينابريا، ولم تكتف بترجمته إلى الإنجليزية وإنما صححت أخطاء مينابريا أيضًا. اقترح باباج أن توسع ترجمة الورقة بأفكارها الخاصة، والتي وقعتها فقط بالأحرف الأولى من اسمها إيه إيه إل «كي تتوالف مع النطاق الواسع لرؤية باباج». تخيلت لوفلايس نوع التأثير الذي قد يحدثه المحرك التحليلي على المجتمع. وضعت تفسيرات لكيفية تعامل المحرك مع المدخلات والمخرجات والمعالجة وتخزين البيانات. كما ابتكرت العديد من البراهين لإظهار كيف سيتعامل المحرك مع حسابات أرقام برنولي من تلقاء نفسه. تعتبر البراهين هذه هي الأمثلة الأولى لبرامج الكمبيوتر. قللت لوفلايس من دورها في عملها خلال حياتها، على سبيل المثال، من خلال توقيع مشاركاتها باسم إي إي إل حتى لا «تتهم بالتفاخر».
بعد الحرب الأهلية في الولايات المتحدة، تم توظيف المزيد من النساء كحواسيب بشرية. وكان الكثير منهن أرامل حرب يبحثن عن سبل لإعالة أنفسهن. تم توظيف أخريات عندما فتحت الحكومة مناصب وظيفية للنساء بسبب الشح بوجود الرجال لشغل هذه المناصب.
طلبت آنا وينلوك أن تعمل حاسوبًا لمرصد هارفرد في عام 1875 وتم توظيفها للعمل مقابل 25 سينت في الساعة. بحلول عام 1880، كان إدوارد تشارلز بيكرينغ قد وظف العديد من النساء للعمل لديه في جامعة هارفارد لأنه كان يعلم أن النساء يمكنهن القيام بهذه المهمة مثل الرجال وأنه يمكن أن يطلب منهن التطوع أو العمل مقابل أجر أقل. أنجزت النساء، اللواتي وصفن أنهن «حريم بيكرينغ» وأيضًا حاسبات هارفارد، الأعمال المكتبية التي اعتبرها الموظفون والباحثون مملة، بجزء بسيط من تكلفة توظيف رجل. قامت النساء العاملات في بيكرينغ بفهرسة حوالي عشرة آلاف نجم، واكتشفن سديم رأس الحصان وطورن النظام ليصف النجوم. كانت إحدى الحاسبات، آني جامب كانون، قادرة على فهرسة النجوم بمعدل ثلاثة نجوم في الدقيقة. أصبح العمل لدى بيكرينغ شائعًا جدًا لدرجة أن النساء تطوعن للعمل مجانًا حتى عندما كانت الحاسبات مدفوعة الأجر. على الرغم من أنهن لعبن دورًا مهمًا، غير أن الحاسبات في جامعة هارفارد كنّ يتقاضين رواتب أقل من عمال المصانع.
بحلول عام 1890، كانت الحواسيب من النساء خريجات جامعيات يفتشن عن أعمال يستطعن فيها استخدام تدريبهن بطريقة مفيدة. كانت فلورنس تيب ويلدون جزءًا من هذه المجموعة وقدمت حسابات تتعلق بالبيولوجيا والأدلة على التطور، وعملت مع زوجها، دبليو إف رافائيل ويلدون. أثبتت حسابات فلورنس ويلدون أنه يمكن استخدام الإحصائيات لدعم نظرية داروين للتطور. حاسبة بشرية أخرى شاركت في علم الأحياء وهي أليس لي، التي عملت مع كارل بيرسون. استأجر بيرسون شقيقتين للعمل كحاسبات بدوام جزئي في مختبر القياسات الحيوية، وهن بياتريس وفرانسيس كهف براون كهف.